# Oaza
Oaza je izoliran otok rastlinstva v puščavi, ki nastane ob osamljenem izviru, ribniku, jezeru ali podobnem viru sladke vode. Voda pride iz vodonosnika, zaprtega v neprepustne plasti kamnin, kjer se podzemna reka približa površju ali pride na površje prek manjše navpične odprtine, bodisi po naravni poti (arteški vodnjak), bodisi z umetnim vodnjakom. Vsak vir vode izkoristijo ptiči na selitvi, ki z iztrebki zasejejo rastlinska semena, zato se bregovi kmalu zarastejo.
Predstavljajo pomemben habitat za živali, večje pa lahko tudi za ljudi, če je vir vode zadosten za kmetijstvo. Oaze so bile skozi zgodovino ključnega pomena pri transportu in trgovanju prek puščavskih območij; karavane običajno potujejo med oazami, kjer si lahko na poti obnovijo zaloge vode in hrane. Zato je politični oz. vojaški nadzor nad oazami na neki poti pogosto pomenil tudi nadzor nad trgovanjem na tej poti.

## Etimologija
Slovenska beseda je, podobno kot v drugih jezikih, prevzeta prek latinske oasis iz grške ὄασις (óasis), ta pa naj bi bila izposojenka iz koptščine, besede ouahe v pomenu »naselje«.